# Peter Theus
Peter Theus (Felsberg, 20 december 1842 - aldaar, 10 april 1903) was een Zwitserse klokkengieter.

## Biografie
Peter Theus was een zoon van Franz, die eveneens klokkengieter was, en van Barbara Nold. Hij was gehuwd met Barbara Schneller uit Felsberg.
Theus volgde een opleiding tot klokkengieter in Wenen en Zürich. Hij werkte in de familiale klokkengieterij, die hij in 1870 zou overnemen met zijn broer Michael, die overleed in 1916. De klokkengieterij vervaardigde meer dan 200 kerkklokken, waarvan de grootste zich bevindt in de Sint-Martinuskerk in Chur. Deze klok dateert van 1898 en weegt 4931 kg. De klokkengieterij sloot na het overlijden van Theus.